# Plantago ventanensis
Plantago ventanensis är en grobladsväxtart som beskrevs av Pilger. Plantago ventanensis ingår i släktet kämpar, och familjen grobladsväxter. Inga underarter finns listade i Catalogue of Life.